# Лату, Суниа
Хуфангахау Суниа Лату (англ. Hufangahau Sunia Latu; род. 24 марта 1996 года, Нукуалофа) — тонганский профессиональный регбист, игравший на позиции вингера (крайний трехчетвертной).

## Биография
Родился в пригороде столицы Тонги — Нукуалофа. Во время выступления за сборную Тонга по регби-7 на Гонконгском квалификационном турнире в апреле 2017 года (отбор к Мировой серии сезона 2017/2018) попал на прицел скаутов «Красного Яра». Игрок был приглашен в клуб, как усиление перед Европейским кубком вызова. Отлично проявил себя в турнире (занес две попытки: «Стад Франсе» и «Лондон Айриш») и получил постоянный контракт. По итогам чемпионата 2019 года попал в символическую сборную сезона.

## Карьера в сборной
Имеет опыт выступления за сборную Тонга по регби-7.